# 亞納科查湖 (瓦伊亞班巴區)
13°15′51″S 72°02′53″W / 13.26417°S 72.04806°W

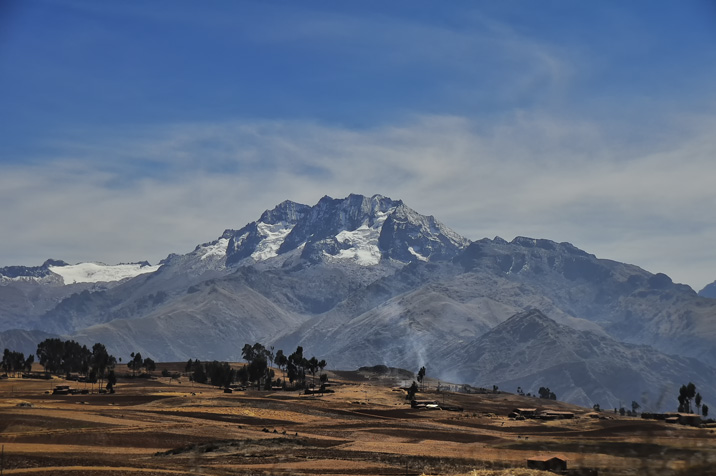

亞納科查湖（Yanacocha），是秘魯的湖泊，位於該國東南部庫斯科大區，由烏魯班巴省的瓦伊亞班巴區負責管轄，長0.24公里，海拔高度3,951米，平均水深14米。